# Aeroportul Regional Brookings
Aeroportul Regional Brookings (IATA: BKX, ICAO: KBKX, FAA LID: BKX) este un aeroport din Dakota de Sud, Statele Unite ale Americii ce deservește zona Brookings⁠(d). Aeroportul a fost tranzitat în 2017 de 42 de pasageri. A fost numit după zona deservită.
Situat la o altitudine de 502 m, aeroportul dispune de 2 piste.

## Infrastructură

### Piste
Aeroportul dispune de 2 piste. Pista 12/30 are suprafața de asfalt și dimensiunile 6.000 picioare × 100 picioare. Pista 17/35 are suprafața de asfalt și dimensiunile 3.600 picioare × 60 picioare. 